# اولیور فیکس
اولیور فیکس (آلمانی: Oliver Fix؛ زادهٔ ۲۱ ژوئن ۱۹۷۳) قایقران کایاک اهل آلمان بود.